# Idrijska čipka
Idrijska čipka je zvrst klekljane čipke, ki jo že stoletja izdelujejo v Idriji in je pomemben del slovenske kulturne dediščine. Svoje ime je dobila po mestu Idrija, glavnem in najstarejšem slovenskem čipkarskem središču, kjer že od leta 1876 neprekinjeno deluje tudi znamenita idrijska čipkarska šola. Idrijska čipka je od 10. avgusta 2000 z vpisom v register geografskih označb pri Uradu RS za intelektualno lastnino v Ljubljani zaščitena z geografsko označbo.
Idrijsko čipko zaznamuje določen repertoar čipkarskih tehnik, ki se je z leti dopolnjeval in plemenitil, zanjo pa so značilni tudi vzorci, poimenovani z ljudskimi imeni, kot na primer srčkovke, potonke, zibke … Najznačilnejša tehnika idrijske čipke je tako imenovani ris – trak, ki se tradicionalno izdeluje s šestimi do osmimi pari klekljev. Ločimo široki ris, ki prevladuje v času Avstro-Ogrske monarhije, in ozki ris (imenovan tudi idrijski ris), ki se pod italijanskim vplivom razvije v obdobju po prvi svetovni vojni.

## Zgodovina

### 17.–20. stoletje
Idrijske čipke so bile že od začetka precej grobe in so bile namenjene predvsem srednjemu sloju. Čipkarstvo se je začelo proti koncu 17. stoletja, ko so delavci začeli izgubljati delo v rudniku. Idrijske čipke so po svetu postale znane leta 1875, ko je Franc Lapajne ustanovil podjetje in trgovino čipk ter jih pričel uspešno izvažati po celotni Evropi in Ameriki. Leta 1876 so klekljarice pod vodstvom Ivanke Ferjančič odprle čipkarsko šolo.
Prodaja čipk je do propada Avstro-Ogrske zelo uspevala, saj so idrijske klekljarice dobivale veliko priznanj, tudi mednarodnih. Med prvo svetovno vojno je prodaja zelo upadla. Ko je po vojni Idrijo zasedla Italija, se je morala prilagoditi tudi idrijska čipka. Največjo težavo je predstavljala preusmeritev na popolnoma nova tržišča, saj so čipke najprej prodajali na območje Nemčije, nato pa je glavno tržišče postala Italija. Po drugi svetovni vojni je prodaja čipk zaradi propada rudnika zmeraj bolj upadala. Na žalost je bila ukinjena tudi poklicna čipkarska šola v Idriji.

### Čipke danes
Danes se čipke prodajajo predvsem zaradi turizma, v Idriji pa se vsako poletje odvija Festival idrijske čipke. Klekljajo predvsem mlajša dekleta, ki hodijo v Čipkarsko šolo večinoma zaradi hobija, in upokojenke. Društvo klekljaric idrijske čipke od leta 2003 dalje skrbi za stalno izobraževanje svojih članic (teh je trenutno okrog 130) in vsako leto organizira razstave čipk. Na mednarodni ravni je poznano predvsem po uspešni spletni akciji, ki od leta 2020 poteka pred veliko nočjo in božičem. 
Kot zanimivost velja omeniti, da kar nekaj potomk Franca Lapajneta poskuša ohraniti družinsko tradicijo in tradicijo idrijskih čipk nasploh, na primer Darja Lapajne in Vanda Lapajne.
V zadnjem času lahko v čipkarstvu opazimo napredek v smeri sodobne in avtorske idrijske čipke, kar je plod sodelovanja z NTF Univerze v Ljubljani.

## Izdelava
Klekljarice ustvarjajo čipke s pomočjo vzorcev za klekljanje, na katerih je s svinčnikom narisana oblika čipke. Vzorce namestijo na bulo oziroma blazino za klekljanje. To je valjast predmet, na katerega pritrdijo čipke in ga po navadi postavijo v nizko košarico. Klekljajo s pomočjo klekljev, na katere navijejo sukanec. Za klekljanje potrebujejo še bucike, škarjice in kvačko.